# Podział administracyjny Kościoła katolickiego w Lesotho
Podział administracyjny Kościoła katolickiego w Lesotho – w ramach Kościoła katolickiego w Lesotho funkcjonuje jedna metropolia, w skład której wchodzi jedna archidiecezja z trzema diecezjami. 
Jednostki administracyjne Kościoła katolickiego obrządku łacińskiego w Lesotho:

## Metropolia Maseru
- Archidiecezja Maseru
  - Diecezja Leribe
  - Diecezja Mohale’s Hoek
  - Diecezja Qacha’s Nek